# François Simond
Pour les articles homonymes, voir François Simond (homonymie).
 François Simond, né le 27 septembre 1969 à Grenoble, est un skieur alpin français.

## Biographie
Il est le fils d'André Simond (né en 1935), ancien membre de l'équipe de France de ski alpin, ayant fait partie de l’équipe technique d’Emile Allais pour la création de la station de Flaine et maire de Samoëns de 2001 à 2008. Il est l'oncle de la skieuse Romane Miradoli.
Dès 1989, il est sacré champion de France de slalom. Il participe à la Coupe du monde et va y marquer des points pendant 11 saisons consécutives entre 1990 et 2001.
C'est en 1992 qu'il obtient son meilleur résultat aux jeux olympiques en prenant la 12e place du slalom des Menuires. Il dispute aussi les jeux de Nagano en 1998.
En 1997, il décroche son meilleur résultat aux championnats du monde en prenant une excellente 8e du slalom de Sestrières. Il participe aussi aux championnats du monde de  1996 et 1999. Il termine la saison 1996-1997 à la 20e place du classement de la coupe du monde de slalom, ce qui sera son meilleur classement.  
L'année suivante en mars 1998, il obtient son meilleur résultat sur une épreuve de coupe du monde se classant 6e du slalom de Yongpyong. Cette même année, il remporte un second titre de champion de France, ave le combiné de Serre Chevalier.
En 2000, 11 ans après son premier sacre en slalom, il est à nouveau champion de France de la discipline à Valloire.
Par la suite, il gère avec sa sœur Sophie les 3 magasins Simond-sports de Flaine, dont leur père est à l'origine.
Il est aussi directeur technique et sportif des Douanes
Il est le fondateur (en 2015) et le président de l'Interclub Magland Désert Blanc.

## Palmarès

### Jeux olympiques
| Épreuve / Édition    | Slalom  |
| JO 1992 Les Menuires | 12e     |
| JO 1998 Nagano       | Abandon |

### Championnats du monde
| Épreuve / Édition           | Slalom  | Combiné |
| Mondiaux 1991 Saalbach      | Abandon | Abandon |
| Mondiaux 1996 Sierra Nevada | Abandon | -       |
| Mondiaux 1997 Sestrière     | 8e      | -       |
| Mondiaux 1999 Vail          | Abandon | -       |

### Coupe du monde
- Meilleur classement général : 54e en 1997.
- Meilleur classement de slalom : 20e en 1997.

- 13 tops-15 dont 4 tops-10 en slalom
- Meilleur résultat sur une épreuve de slalom : 6e à Yongpyong en mars 1998

#### Classements
| Saison / Épreuve | Saison / Épreuve | Général | Général | Slalom | Slalom |
| ---------------- | ---------------- | ------- | ------- | ------ | ------ |
| Saison / Épreuve | Saison / Épreuve | Class.  | Points  | Class. | Points |
| 1990-1991        | 1990-1991        | 67e     | 9       | 25e    | 9      |
| 1991-1992        | 1991-1992        | 103e    | 44      | 36e    | 44     |
| 1992-1993        | 1992-1993        | 113e    | 20      | 43e    | 20     |
| 1993-1994        | 1993-1994        | 103e    | 29      | 37e    | 29     |
| 1994-1995        | 1994-1995        | 89e     | 35      | 32e    | 35     |
| 1995-1996        | 1995-1996        | 88e     | 50      | 31e    | 50     |
| 1996-1997        | 1996-1997        | 54e     | 120     | 20e    | 120    |
| 1997-1998        | 1997-1998        | 66e     | 89      | 24e    | 89     |
| 1998-1999        | 1998-1999        | 79e     | 47      | 30e    | 47     |
| 1999-2000        | 1999-2000        | 104e    | 27      | 45e    | 27     |
| 2000-2001        | 2000-2001        | 113e    | 20      | 43e    | 20     |

### Universiade
| Épreuve / Édition                    | Descente | Super G | Slalom géant | Slalom | Combiné |
| Universiade d'hiver de 1993 Zakopane |          |         | Argent       |        |         |

### Coupe d'Europe
- Meilleur classement de slalom : 5e en 1995.
- 6 podiums en slalom dont 2 victoires à Krompachy en février 1997

#### Classements
| Saison / Épreuve | Saison / Épreuve | Général | Général | Slalom | Slalom |
| ---------------- | ---------------- | ------- | ------- | ------ | ------ |
| Saison / Épreuve | Saison / Épreuve | Class.  | Points  | Class. | Points |
| 1989-1990        | 1989-1990        |         |         | 8e     | 48     |
| 1994-1995        | 1994-1995        | 16e     | 77      | 5e     | 77     |
| 1995-1996        | 1995-1996        | 25e     | 60      | 10e    | 60     |
| 1996-1997        | 1996-1997        | 20e     | 268     | 7e     | 268    |

### Championnats de France

#### Élite
| Édition / Epreuve                        | Descente | Super G | Slalom géant | Slalom | Combiné |
| ---------------------------------------- | -------- | ------- | ------------ | ------ | ------- |
| Championnats 1989 -                      |          |         |              | Or     |         |
| Championnats 1998 Serre Chevalier        |          |         |              |        | Or      |
| Championnats 2000 Valloire / Alpe d'Huez |          |         |              | Or     |         |